# Pineville (Kentucky)
Pineville is een plaats (city) in de Amerikaanse staat Kentucky, en valt bestuurlijk gezien onder Bell County.

## Demografie
Bij de volkstelling in 2000 werd het aantal inwoners vastgesteld op 2093.
In 2006 is het aantal inwoners door het United States Census Bureau geschat op 2010, een daling van 83 (-4,0%).

## Geografie
Volgens het United States Census Bureau beslaat de plaats een oppervlakte van
3,7 km², geheel bestaande uit land. Pineville ligt op ongeveer 325 m boven zeeniveau.

## Plaatsen in de nabije omgeving
De onderstaande figuur toont nabijgelegen plaatsen in een straal van 28 km rond Pineville.